# Ionicești
Ionicești – wieś w Rumunii, w okręgu Aluta, w gminie Sâmburești. W 2011 roku liczyła 178 mieszkańców.